# Tân Kỳ
Tân Kỳ là một huyện miền núi cũ, nằm ở phía tây của tỉnh Nghệ An, cách thành phố Vinh 90 km.
Huyện có đường Trường Sơn đi ngang qua. Huyện lỵ là thị trấn Tân Kỳ. Đây là huyện được UNESCO đưa vào danh sách các địa danh thuộc Khu dự trữ sinh quyển miền tây Nghệ An.

## Địa lý
Huyện Tân Kỳ có vị trí địa lý:
- Phía bắc giáp huyện Nghĩa Đàn và huyện Quỳ Hợp
- Phía nam và đông nam giáp với huyện Đô Lương
- Phía tây và tây nam giáp huyện Anh Sơn
- Phía đông và đông bắc giáp huyện Yên Thành và huyện Nghĩa Đàn.

Huyện có diện tích 729,2 km², dân số năm 2019 là 147.257 người, mật độ dân số đạt 202 người/km².

## Hành chính
Huyện Tân Kỳ có 20 đơn vị hành chính cấp xã trực thuộc, bao gồm thị trấn Tân Kỳ (huyện lỵ) và 19 xã: Bình Hợp, Đồng Văn, Giai Xuân, Hoàn Long, Hương Sơn, Kỳ Sơn, Kỳ Tân, Nghĩa Đồng, Nghĩa Dũng, Nghĩa Hành, Nghĩa Phúc, Nghĩa Thái, Phú Sơn, Tân An, Tân Hợp, Tân Hương, Tân Phú, Tân Xuân, Tiên Kỳ.

## Lịch sử
Huyện Tân Kỳ được thành lập ngày 19-4-1963 theo Quyết định 52-CP của Chính phủ trên cơ sở tách 10 xã: Nghĩa Bình, Nghĩa Đồng, Nghĩa Hợp, Nghĩa Dũng, Nghĩa Thái, Nghĩa Hoàn, Giai Xuân, Nghĩa Phúc, Tân Hợp, Tiên Đồng thuộc huyện Nghĩa Đàn và 3 xã: Kỳ Sơn, Phú Sơn, Hương Sơn thuộc huyện Anh Sơn.
Khi mới thành lập, huyện Tân Kỳ có 13 xã: Giai Xuân, Hương Sơn, Kỳ Sơn, Nghĩa Bình, Nghĩa Đồng, Nghĩa Dũng, Nghĩa Hoàn, Nghĩa Hợp, Nghĩa Phúc, Nghĩa Thái, Phú Sơn, Tân Hợp, Tiên Đồng.
Ngày 17-4-1965, chia xã Tiên Đồng thành hai xã lấy tên là xã Tiên Kỳ và xã Đồng Văn.
Ngày 15-4-1967, chia xã Nghĩa Thái thành hai xã lấy tên là xã Nghĩa Thái và xã Tân Xuân.
Ngày 24-3-1969, thành lập xã Nghĩa Hành từ một phần các xã Hương Sơn, Kỳ Sơn, Phú Sơn; chia xã Nghĩa Phúc thành hai xã lấy tên là xã Nghĩa Phúc và Tân An; chia xã Nghĩa Hoàn thành hai xã lấy tên là xã Nghĩa Hoàn và Tân Long; chia xã Nghĩa Đồng thành hai xã lấy tên là xã Nghĩa Đồng và xã Tân Phú.
Ngày 1-3-1988, chia xã Kỳ Sơn thành 3 đơn vị hành chính lấy tên là xã Kỳ Sơn, xã Kỳ Tân và thị trấn Tân Kỳ.
Ngày 23-3-2005, thành lập xã Tân Hương trên cơ sở 1.557,50 ha diện tích tự nhiên và 4.219 nhân khẩu của xã Kỳ Sơn, 1.038 ha diện tích tự nhiên và 1.918 nhân khẩu của xã Nghĩa Hành, 532 ha diện tích tự nhiên và 954 nhân khẩu của xã Hương Sơn.
Ngày 24 tháng 10 năm 2024, Ủy ban Thường vụ Quốc hội ban hành nghị quyết số 1243/NQ-UBTVQH15 về việc sắp xếp đơn vị hành chính cấp huyện, cấp xã của tỉnh Nghệ An giai đoạn 2023–2025 (nghị quyết này có hiệu lực thi hành từ ngày 1 tháng 12 năm 2024):
- Sáp nhập hai xã Nghĩa Bình và Nghĩa Hợp thành xã Bình Hợp
- Sáp nhập hai xã Nghĩa Hoàn và Tân Long thành xã Tân Long.

Huyện Tân Kỳ có 1 thị trấn và 19 xã như hiện nay.